# منال يونس
منال يونس عبد الرزاق الآلوسي هي رئيسة الاتحاد العام لنساء العراق من 1976. اضطرت لمغادرة العراق بعد الاحتلال عام 2003 ضد حقوق المرأة[ما العلاقة؟] متزوجة من الطيار العسكريغادرت العراق لانها بعثية مجرمة وليس لهروبها علاقة بحقوق المرأة لانها هي اساءت للمرأة باجبارها على الالتحاق بالتدريب العسكري تحت مسمى(الجيش الشعبي)

## السيرة العلمية
- بكالوريوس قانون من كلية القانون – الجامعة المستنصرية في بغداد عام (1976)
- ماجستير قانون عام (معهد الدراسات العربية) جامعـة الدول العربية عام(1988)
- دكتوراه فلسفة في القانون العام (دستوري) كلية القانون جامعة بغداد (1997)
- دبلوم عالي فـي الشريعـة الإسلاميـة (معهد صدام لعلوم القران والسنة النبوية) بغداد 1999.

## المناصب
- عضو المجلس الوطني العراقي (البرلمان) للدورتين الأولى (1980-1984) والثانية (1984-1988) ونائب رئيس اللجنة القانونية في المجلس للدورتين.
- عضو لجنة صياغة التشريعات التالية:
  - قانون مساواة المرأة بالرجل في الحقوق والمزايا المالية رقم(191) لسنة(1975).
  - قانون تعديل قانون الاتحاد العام لنساء العراق رقم (85) لسنة (1975).
  - قانون خدمة المرأة في الجيش رقم (131) لسنة (1976).
  - قانون التعديل الثاني رقم (131) لسنة(1987) لقانون الأحوال الشخصية رقم (188) لسنة (1959).
  - قانون المجلس الوطني العراقي رقم (55) لسنة (1980).
  - قانون المجلس التشريعي لمنطقة كردستان للحكم الذاتي رقم (56) لسنة(1980)
  - النظام الداخلي للمجلس الوطني العراقي لسنة (1980)
  - قانون رعاية القاصرين رقم (87)لسنة (1980)
  - قانون الرعاية الاجتماعية رقم (126)لسنة(1980)
  - قانون انضمام العراق للاتفاقية الدولية لإزالة كافة إشكال التمييز ضد المرأة لسنة (1986).
  - إعداد مسودة (16)مشروع تعديل قوانين وطنيه نافذة
  - إعداد مسودة قانون لكل من الاتحاد النسائي الأردني العام والاتحاد العام لنساء جيبوتي والاتحاد النسائي العربي العام واللائحة الداخلية للاتحاد النسائي العربي العام.

أما على الصعيد العربي
- الأمين العام المساعد للاتحاد النسائي العربي العام (القاهرة) للفترة (1976-1982).
- الأمين العام للاتحاد النسائي العربي العام (بغداد) منذ عام (1982).
- نائب رئيس الاتحاد الدولي للطفولة لدورتين(1984-1990) جنيف.
- نائب رئيس الاتحاد الدولي للمؤسسات العائلية لأربع دورات (1986-1999)
- عضو المكتب التنفيذي للمؤتمر الدولي للمنظمات الدولية ذات الصفة الاستشارية في المجلس الاقتصادي والاجتماعي للأمم المتحدة لدورتين (1994-1998) جنيف.

## الجوائز
ولقد حصلت الدكتورة منال يونس على العديد من الأوسمة والأنواط منها:
- نوط شجاعة واستحقاق عالي عدد(12) نوط (رئيس جمهورية العراق).
- وسام الاستقلال العالي ملك الأردن عام(1980)
- وسام الامتياز – رئيس جمهورية السودان عام (1982).
- وسام الاستقلال الرئيس الزامبي (1987).
- وسام السلام والحرية- مجلس الأعلى للرئاسة الهنغارية عام (1989).
- وسام السلم والتضامن –مجلس السلم والتضامن العربي القاهرة (1993).

كما حصلت على العديد من الجوائز منها:
- جائزة القذافي الدولية عن نضال المرأة –آسيا عام (1998).
- جائزة لوبيانا عن الإنجاز الفكري لخدمة النهوض بالمرأة عام (1980)
- جائزة اليونسكو الذهبية –النضال في ميدان محو الأمية وتعليم المرأة عام (1982).
- الجائزة الذهبية للمجلس الأعلى لمحو ألاميه جمهورية العراق عام (1982).
- مجموعة شهادات تقديرية وشهادات تكريم عربية ودولية في ميدان النضال النسوي والفكري.

## المؤلفات
ولها العديد من المؤلفات منها:
- المرأة والتطور السياسي في المجتمع المعاصر في البلدان النامية –دار أفاق عربيه –بغداد 1982
- المرأة في زمن الحرب – دار الحرية للطباعة بغداد 1985
- المرأة والتطور السياسي في الوطن العربي –دراسة تطبيقيه لتحليل السياسة التشريعية في الخبرة العراقية – أفاق عربية-بغداد 1988.
- دراسة (التمويل الذاتي للمنظمات غير الحكومية : ضرورة وتحديات)المؤتمر الأول للبرنامج الإنمائي للأمم المتحدة القاهرة عام 1989.
- دراسة في التظلم الإداري في قانون مجلس شورى الدولة العراقي - ورشة عمل كلية القانون القسم العام جامعة بغداد1993.
- دراسة في نظرية الظروف غير المتوقعة في تطبيقات القضاء الإداري العراقي للفترة (1986-1989). ورشة عمل كلية القانون القسم العام جامعة بغداد 1994.
- دراسة في سلطات مجلس شورى الدولة في إلغاء القرار الإداري –ورشة عمل وزارة العدل 1994.
- قراءة قانون المجلس الوطني العراقي رقم (55) لسنة 1980 ورشة عمل المجلس الوطني العراقي.
- المرأة العربية في المجالس النيابية: الكوتا وإمكانية تنفيذها مقدم إلى المؤتمر الدولي حول الكوتا النسائية بيروت 1998.
- المؤسسة التشريعية في العراق في ظل دستوري (1925-1970) رسالة دكتورا عام 1997 – غير منشوره.
- حقوق المرأة في الشريعة الإسلامية والقانون الدولي رسالة دبلوم عالي 1999 –غير منشوره.
- لا مشروعية الحصار (تحليل قرارات مجلس الأمن الخاصة بالعراق) مقدم في ورشة حقوق الإنسان – جنيف سنة 1999.
- حقوق المرأة في التشريعات العراقية النافذة (منتدى المرأة والقانون) البحرين 2001.
- الحصار انتهاكات لحقوق المرأة المقررة في القانون الدولي والإنساني (مقدم إلى مؤتمر تهديدات السلام) المنعقد في إسبانيا 2001
- التحولات الاجتماعية في العراق خلال ثلاثة عقود (الانجازات وضرورات الاستمرار). بيت الحكمة بغداد 2002
- أكثر من (250) ورقة وطنية، أدلة عمل، دراسة: حول المرأة والأسرة، القانون الدولي، الشريعة الإسلامية، المنظمات غير الحكومية، لا مشروعية الحصار وانتهاكه لحقوق المرأة وحقوق الإنسان، مقدمة إلى ندوات ومؤتمرات وطنية وعربية وإقليمية ودولية أو في تطوير العمل في المنظمات الأهلية العراقية والعربية
- مقالات علمية في عدد من المجلات الوطنية والعربية والدولية.

## المشاركات
شاركت في العديد من المؤتمرات الدولية منها:-
- رئيسة مؤتمر المرأة لدول عدم الانحياز والدول النامية الأخرى-بغداد 1979.
- نائب رئيس المؤتمرات الدولية للمرأة المنعقدة في المكسيك (1975) وكوبنهاغن (1980) ونيروبي(1985).
- عضو الهيئة التأسيسية لعدد من الهيئات والمجالس والمنظمات العربية والدولية.
- رئيسة وفد العراق لاجتماعات وزراء خارجية دول عدم الانحياز المخصصة للنهوض بالمرأة المنعقدة في كل من الهند وكوبا
- رئيس وفد العراق إلى اجتماعات قمة المرأة العربية والمنتديات المنعقدة في إطارها.
- رئيسة وفد العراق لأكثر من (60) مؤتمر عربي وإقليمي ودولي